# Aleksandra Trapszo
Aleksandra Julianna Trapszo, z domu Ficzkowska, pseud. Aleksandra Milońska, ur. 19 lutego 1854 w Krakowie, zm. 22 stycznia 1909 w Warszawie) – polska aktorka i śpiewaczka.

## Życiorys
Była córką aktora prowincjonalnego w Galicji – Antoniego Ficzkowskiego i Marianny z Motłoszyńskich (Motłosińskich), żoną aktora Marcelego Trapszo, matką aktorki Mieczysławy Ćwiklińskiej.
Gry aktorskiej i śpiewu uczyła się u Antoniny Hoffmann. Do roku 1878 występowała pod nazwiskiem panieńskim w teatrze krakowskim. W latach 1878–82 w zespole prowincjonalnym Anastazego Trapszy, m.in. w Lublinie, Łowiczu, Puławach i Kaliszu. W lecie 1881 wyszła za aktora Marcelego Trapszo i przez pewien czas używała zapożyczonego od męża pseudonimu „Milońska”, a od ok. 1883 nazwiska Trapszo.
W lecie 1883 występowała w warszawskim teatrzyku ogródkowym „Eldorado”. W 1883-90 należała do zespołu teatru miejskiego w Poznaniu. W latach 1890–1894 należała do zespołu teatru łódzkiego, a w roku 1893 brała udział w jego występach w Lublinie i Piotrkowie. W 1896 r. grała także w gmachu warszawskiego Cyrku.  W roku 1899 debiutowała w WTR. W 1906 z powodu złego stanu zdrowia musiała zrezygnować z dalszej pracy artystycznej.
W początkowym okresie działalności śpiewała w operetkach takie partie, jak np. Orest („Piękna Helena”), Ganimed („Piękna Galatea”), występowała też w operach, m.in. w partii Zofii („Halka”), Azuceny („Trubadur”). Później grała role charakterystyczne w farsach i komediach: Podstolina („Zemsta”), Mirska („Klub kawalerów”), Macocha („Popychadło”), Teściowa („Noc poślubna”).
Pochowana na cmentarzu Powązkowskim w Warszawie (kwatera 29-1/2-1/2).

## Źródła
- Słownik Biograficzny Teatru Polskiego 1765-1965, (red. Zbigniew Raszewski), PWN Warszawa 1973.
- Mieczysława Ćwiklińska, „Teatr”, 1953, nr 1.
- Adam Grzymała-Siedlecki, Świat aktorski moich czasów, Warszawa 1973.
- Jerzy Got, Teatr krakowski pod dyrekcją Adama Skorupki i Stanisława Koźmiana. 1865-1885, Wrocław 1962.